# 佛园
佛园（英語：Buddha Garden），也称佛陀综合体（羅馬化：Burkhan Bagshiin Tsogtsolbor）是蒙古国乌兰巴托汗乌拉区的一座供奉着佛像的小公园。佛园于21世纪初由日本的佛教基金会援助修建，位于宰桑纪念碑旁边。园中供奉有一座金色的巨大佛像，被称为“宰桑佛像”（Зайсангийн бурхантай хөшөө）。